# Станік Сюзанна Романівна
Сюза́нна Рома́нівна Ста́нік  (нар. 27 вересня 1954, Львів, УРСР, СРСР) — українська юристка, державна діячка, суддя, дипломатка. Міністр України у справах сім'ї та молоді (з вересня 1996 р. по серпень 1997 р.), Міністр юстиції України (з 21 серпня 1997 р. по 7 травня 2002 р.), суддя Конституційного Суду України (2004—2010), членкиня Ради Національної безпеки і оборони України (1998—2002), Надзвичайний і Повноважний Посол України (2002), Заслужений юрист України (1998), кандидат юридичних наук (1999).

## Життєпис
У 1977 року з відзнакою закінчила юридичний факультет Львівського державного університету ім. І. Франка за спеціальністю «правознавство».
У 1988—1990 роках була слухачкою Одеського інституту політології та соціології.
У 1978—1994 роках займала відповідальні посади в органах виконавчої влади Львівської області, апараті Кабінету Міністрів України.
Протягом 1994—1996 років була заступницею Міністра юстиції України.
З вересня 1996 р. по серпень 1997 р. — Міністр України у справах сім'ї та молоді.
З 21 серпня 1997 р. по 7 травня 2002 року — Міністр юстиції України.
У 1997—2004 роках — постійна представниця України у Виконавчій Раді Дитячого Фонду ООН (ЮНІСЕФ).
1999 року в Одеській державній юридичній академії захистила дисертацію на здобуття наукового ступеня кандидата юридичних наук на тему «Динаміка правової культури» за спеціальністю 12.00.01 — теорія та історія держави і права; історія політичних і правових вчень (науковий керівник — Юрій Миколайович Оборотов).
З грудня 2001 року по березень 2004 року — постійна представниця України при Раді Європи, Надзвичайний і Повноважний Посол України в Швейцарській Конфедерації. В червні 2002 року Указом Президента України присвоєно ранг Надзвичайного і Повноважного Посла.
У 1997—2004 роках — постійна представниця України в Європейській комісії «За демократію через право» (Венеціанської Комісії).
Указом Президента України Леоніда Кучми від 25.03.2004 N 368/2004 була призначена суддею Конституційного Суду України. У вересні 2006 року обрана заступником Голови Конституційного Суду України. Указом Президента України від 01.05.2007 N 370/2007 була звільнена з посади судді Конституційного Суду України за порушення присяги. Постановою Шевченківського районного суду м. Києва від 18.07.2007 визнано протиправним та скасовано Указ Президента України від 01.05.2007 N 370/2007 (370/2007) «Про звільнення Станік Сюзанни Романівни з посади судді Конституційного Суду України». Ця постанова була залишена в силі рішенням Верховного Суду України від 25.03.2008. Указом Президента України від 02.04.2008 N 294/2008 Станік Сюзанну Романівну було поновлено на посаді судді Конституційного Суду України на підставі частини 5 статті 124 Конституції України та у зв'язку з постановою колегії суддів Судової палати в адміністративних справах Верховного Суду України від 25.03.2008. Наступного дня Указом Президента України від 03.04.2008 N 297/2008 Станік С. Р. була звільнена з посади судді як така що не складала присяги. Указом Президента України від 28.04.2010, на виконання вимог Ухвали Вищого адміністративного Суду України, Указ Президента України від 3 квітня 2008 року N 297 визнано таким, що втратив чинність, Станік Сюзанну Романівну поновлено на посаді Судді Конституційного Суду України. Наступного дня 29.04.2010 Станік подала заяву про відставку з посади Судді Конституційного Суду України за власним бажанням, яка була прийнята Президентом України.
С. Станік є членкинею Міжнародної асоціації юридичної методології, Ради жінок — світових лідерів.

## Основні наукові праці
1. Словник термінів і понять, що вживаються у чинних нормативно- правових актах України. За ред. Сіренко В. Ф., Станік С. Р. Київ: «Оріяни», 1999. 502 с.
2. Законодавство України про виконавче провадження: науково-практичний коментар / І. І. Ємельянова [та ін.]; В. Ф. Опришко, С. Р. Станік; Інститут законодавства Верховної Ради України. Київ: Ін Юре, 2001. 472 с.
3. Станік С. Р. Реформування органів юстиції — нагальна потреба сьогодення. Бюлетень Міністерства юстиції України. 1999. № 1. С. 17–24.
4. Станік С. Оптимізація нормотворчої діяльності як правового засобу утвердження прав і свобод людини. Право України. 1999. № 5. С. 3–7.
5. Станік С. На шляху здійснення адміністративної реформи. Вісник Академії правових наук України. 1999. № 2 (17). С. 26–31.
6. Станік С. Правова культура та правова акультурація. Юридический вестник. 1999. № 3. С. 72–75.
7. Станік С. Законодавче забезпечення адміністративної реформи — важливий напрямок правової політики в Україні. Вісник Української Академії державного управління при Президентові України. 1999. № 4. С. 19–25.
8. Станік С. Р. Роль органів юстиції в реалізації державної правової політики: доповідь Міністра юстиції України на науково-практичній конференції 21 серпня 2001 р. «Україна. Десять років незалежності». Бюлетень Міністерства юстиції України. 2001. № 4. С. 3–9.

## Погляди
Сюзанна Станік вважає, що влада дається людині для служіння своєму народові[джерело?].

## Нагороди та почесні звання[8]
- Орден «За заслуги» III ступеня (2004)[9]
- Орден княгині Ольги III ступеня (1998)[10]
- Заслужений юрист України (1998)[11]
- Орден Великого Князя Литовського Гядиминаса III ступеня (Литовська Республіка) (1998)
- Орден «Знак Пошани» (Португальська Республіка) (1998).
- Почесна грамота Верховної Ради України за особливі заслуги перед Українським народом (2006),
- Диплом Голови Конституційного Суду України «За визначний внесок у становлення і розвиток конституційного судочинства в Україні» (2005)
- Почесна відзнака Конституційного Суду України (2006)
- Почесна відзнака Вищої ради юстиції за видатний внесок у зміцнення судової влади
- Нагрудний знак «Знак пошани» Київської міської ради (2005)